# Бабы прусские

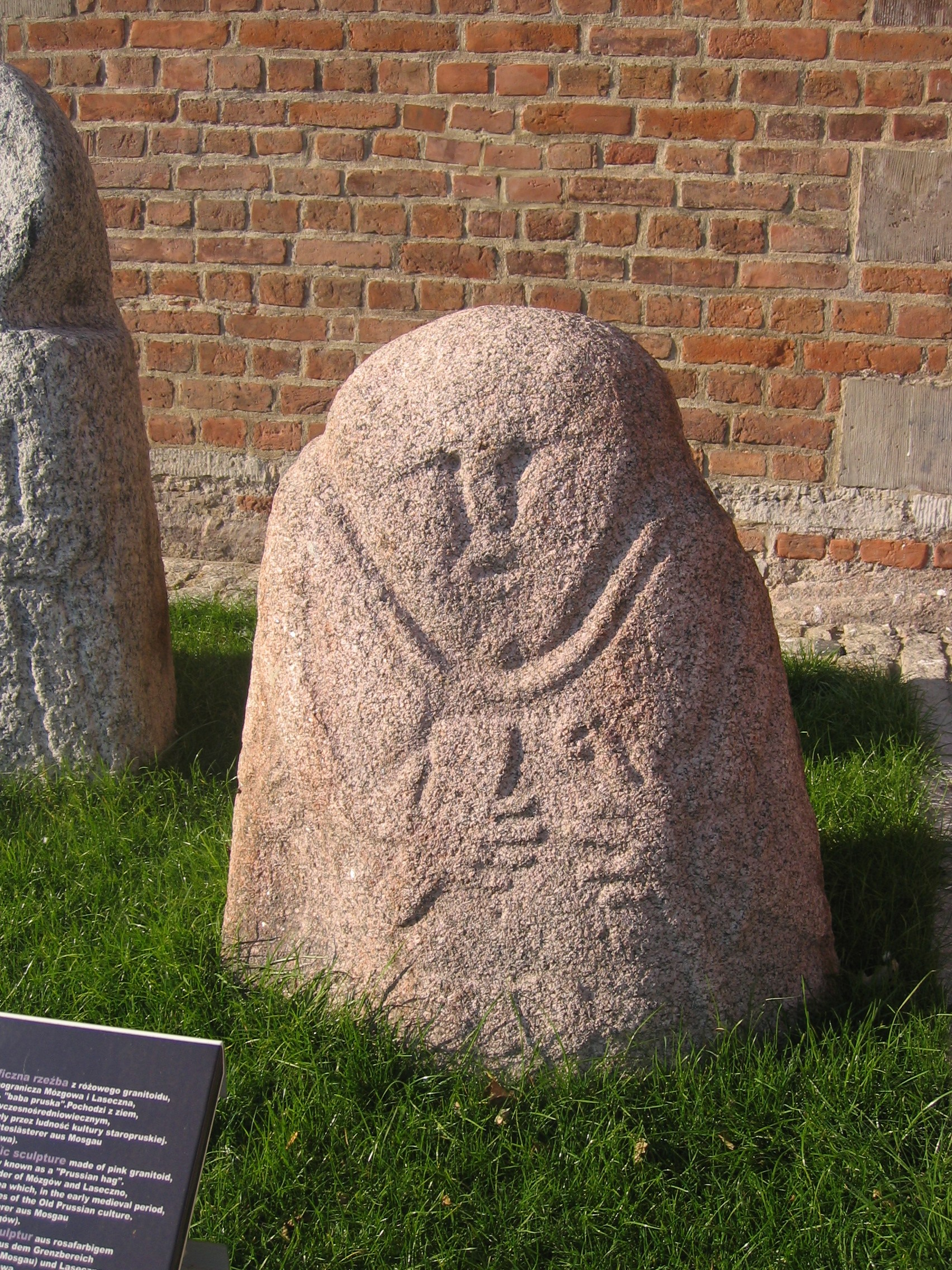
Баба прусская из Мозгово/Ласечно в Археологическом музее в Гданьске.

Ба́бы пру́сские (каменные изваяния пруссов) — каменные статуи, созданные, вероятно, в средневековье, с неизвестной функцией и происхождением.
Они были найдены в землях, ранее населённых племенами пруссов, завоёванными в XIII веке Тевтонским орденом. Первое упоминание о «бабах» относится к началу XVIII века. Исследователи собрали информацию о 21 «бабе», 8 из которых рассматриваются как произведения современных скульпторов. Находки «прусских баб» сгруппированы в двух различных местах: в непосредственной близости от Илава и в области Бартошице.

## Внешний вид
Статуи имеют высоту до 1,5 метров и изображают, несмотря на название, мужчин.
Характерны грубые черты лица, держат в правой руке ритуальную чашу, в левой, иногда, меч или нож. У некоторых нет атрибутов воинов — руки сложены крестом на груди.

## Происхождение

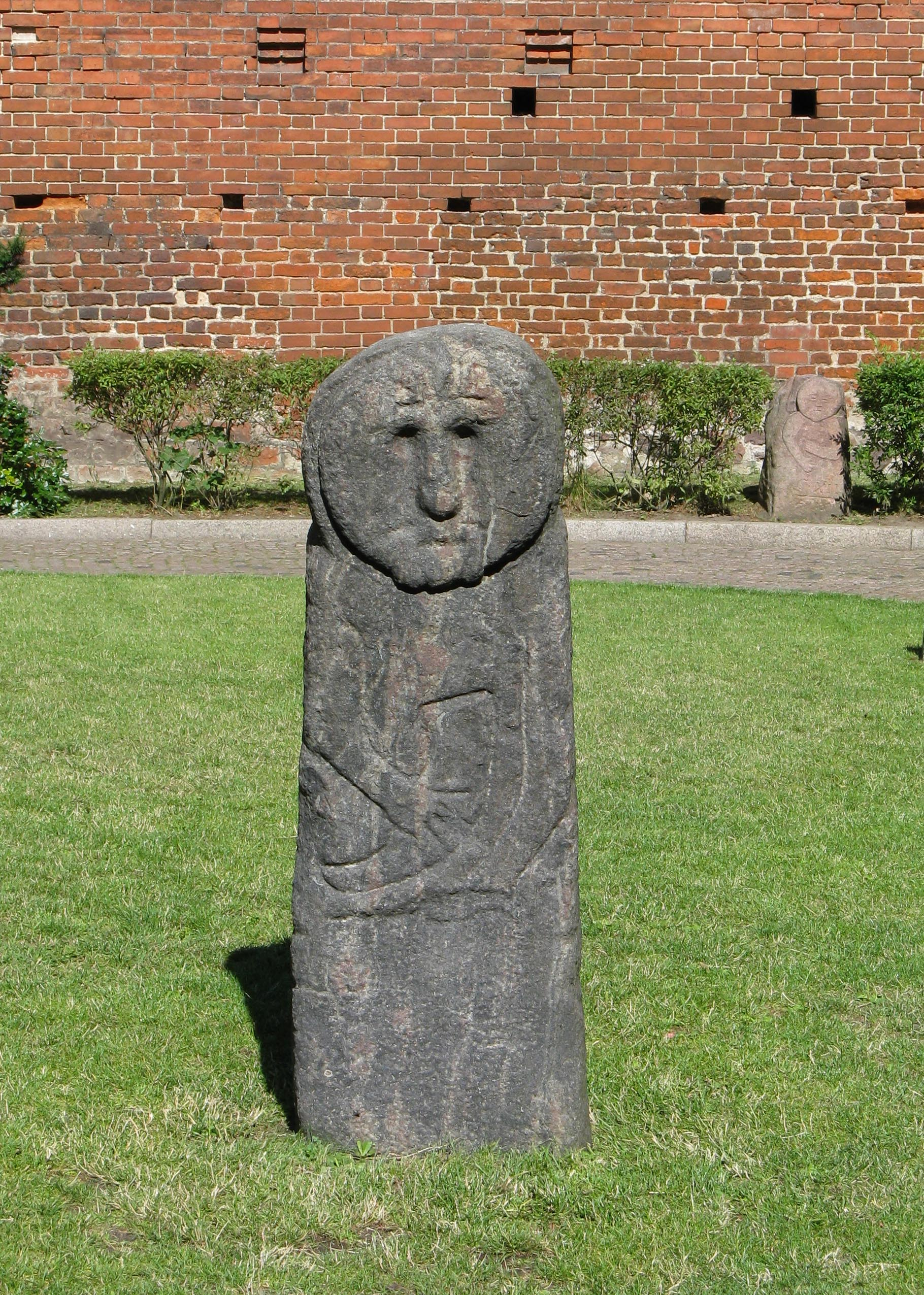
«Прусская баба» в Ольштыне, Польша

Существует несколько гипотез о происхождении прусских «баб». Они могут относиться как к IX—XI векам, так и ко времени монгольского нашествия. Исследования Альфредом Гайбином двулезвийных раннесредневековых клинков в 1991 году позволяют отнести меч изваяния из Мозгово-Ласечно к типу 18, датируемому XII веком. Эту дату каменной фигуры подтверждает изображённый на её спине круглый щит, характерный для балтских древностей X—XII веков. Археолог и историк музея народной культуры в Венгожево Ежи Марек Лапо, считает, что их создали по заказу рыцарей Тевтонского ордена. Также «бабы» могли демонстрировать стереотипное представление о пруссах в глазах тевтонских рыцарей.
«Прусские бабы», как языческое наследие, могут изображать фольклорных героев, прусских богов или былинных героев, погибших на чужбине.
По мнению исследователя древностей Западной и Центральной Европы Владимира Ивановича Кулакова, каменные изваяния поставлены пруссами в XII — начале XIII веков и изображают князей во время молитвы или жертвоприношения.
«Бабы» представлены в области Илава, Гальдов, Мозгово, Суше, перед Археологическим музеем в Гданьске, два экземпляра находятся на площади польского города Бартошице, в Музее Вармии и Мазур в Ольштыне, во дворе мэрии Торуня, одна «баба» также имеется в церкви в Пратнице. В польской деревне Поганово при раскопках найден старейший образец «прусской бабы».
В Польше их называют Бартель в честь прусского короля Барто и Густебальда в честь легендарной принцессы.

## Легенда о Густебальде
В Бартошице сохранилась легенда о прусской принцессе Густебальде.

Однажды, гуляя с девушками по берегу озера, принцесса увидела, как злая щука охотится за Золотой рыбкой. Густебальда спасла её, тем самым заслужив почтение самого Короля озера. В благодарность тот подарил ей волшебный камень, который наделял даром понимания речи животных, растений и ветра. Главным условием было — никогда никому не показывать этот волшебный камень. Однажды Ветер принёс издалека весть о нападении рыцарей, но никто не поверил предупреждению. Тогда принцесса показала всем волшебный камень в доказательство и тут же обратилась в камень.

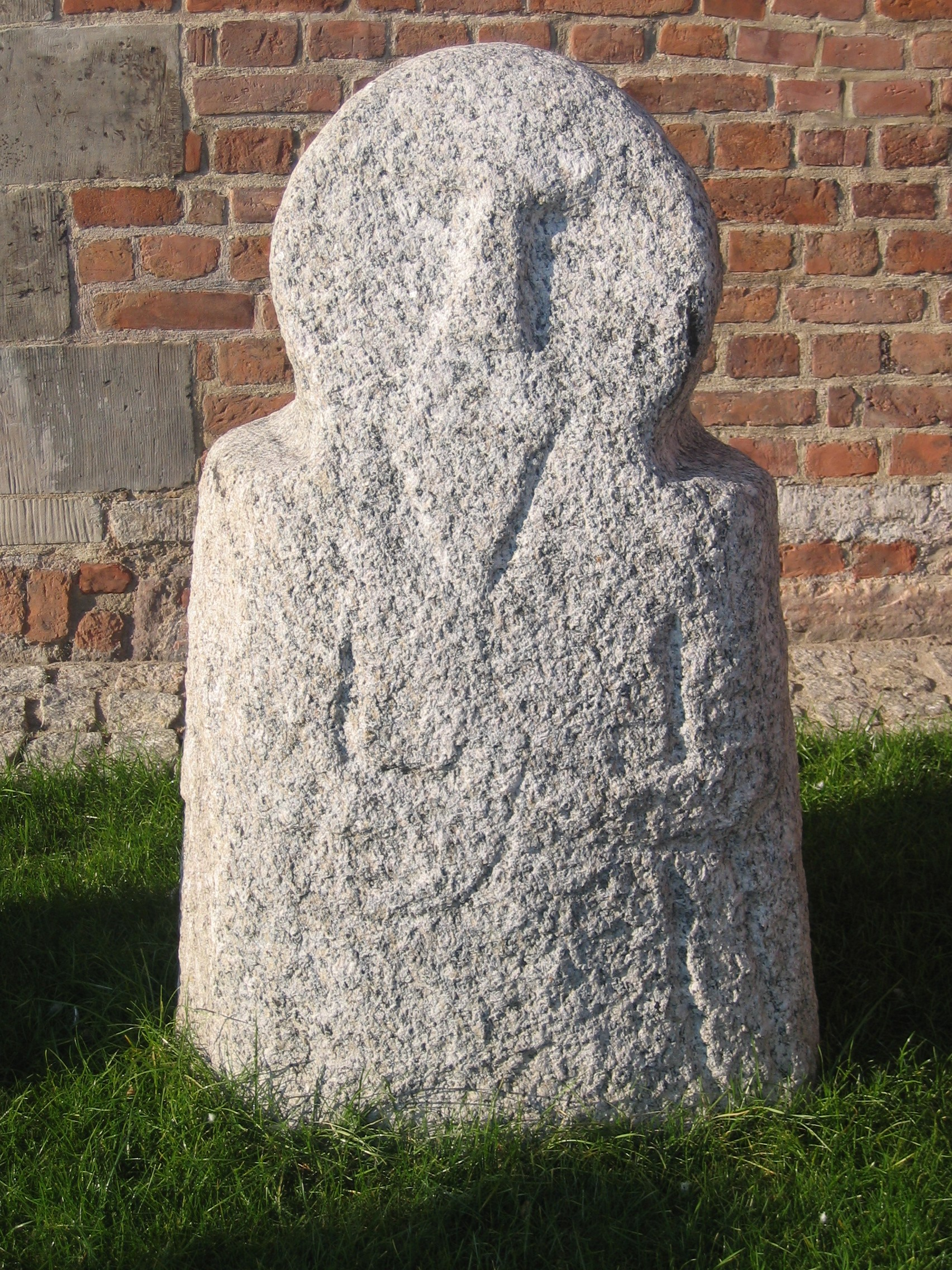
«Прусская баба» из польской деревни Суш
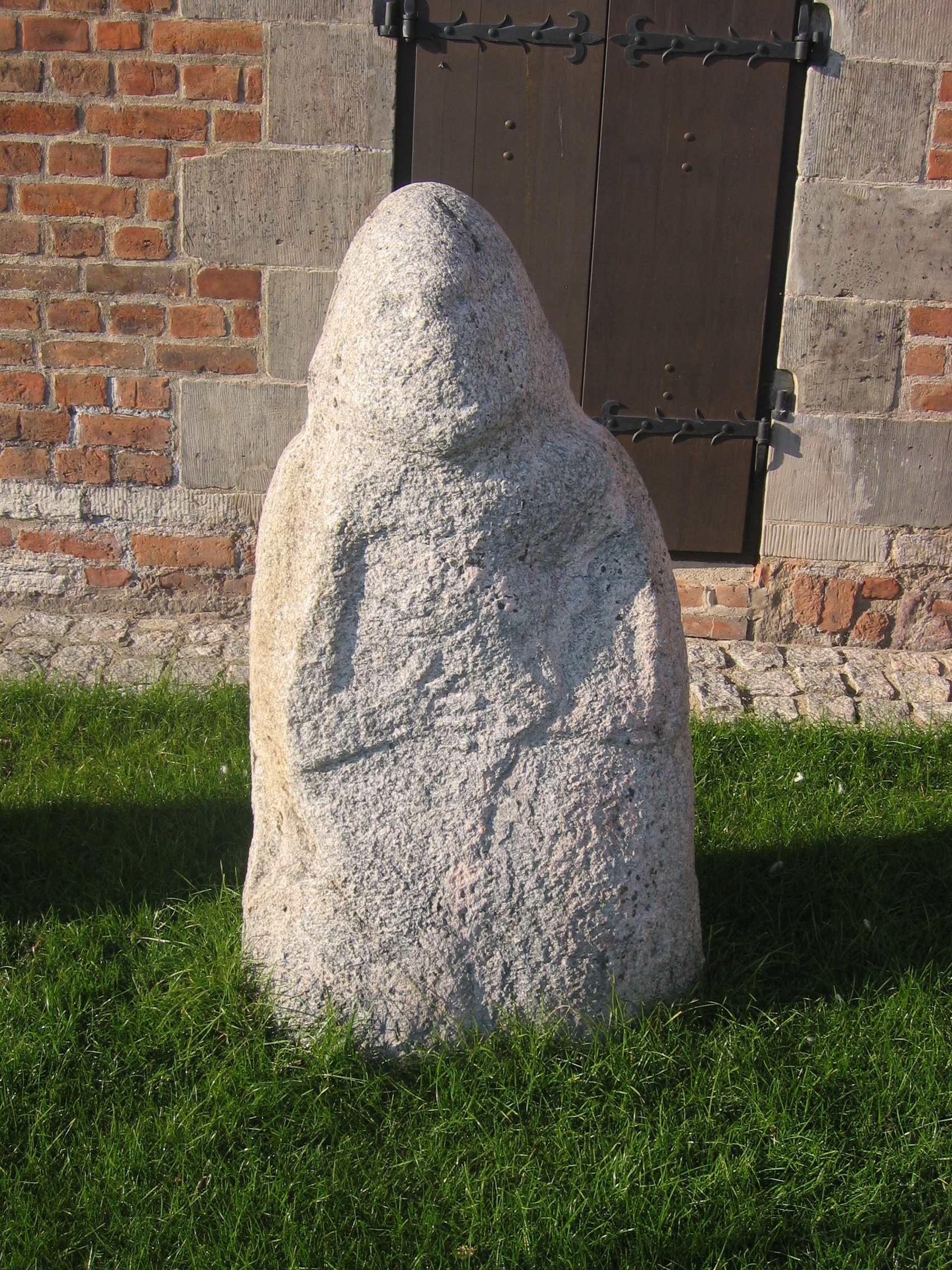
из Ружнова/Бронова/деревни Суш
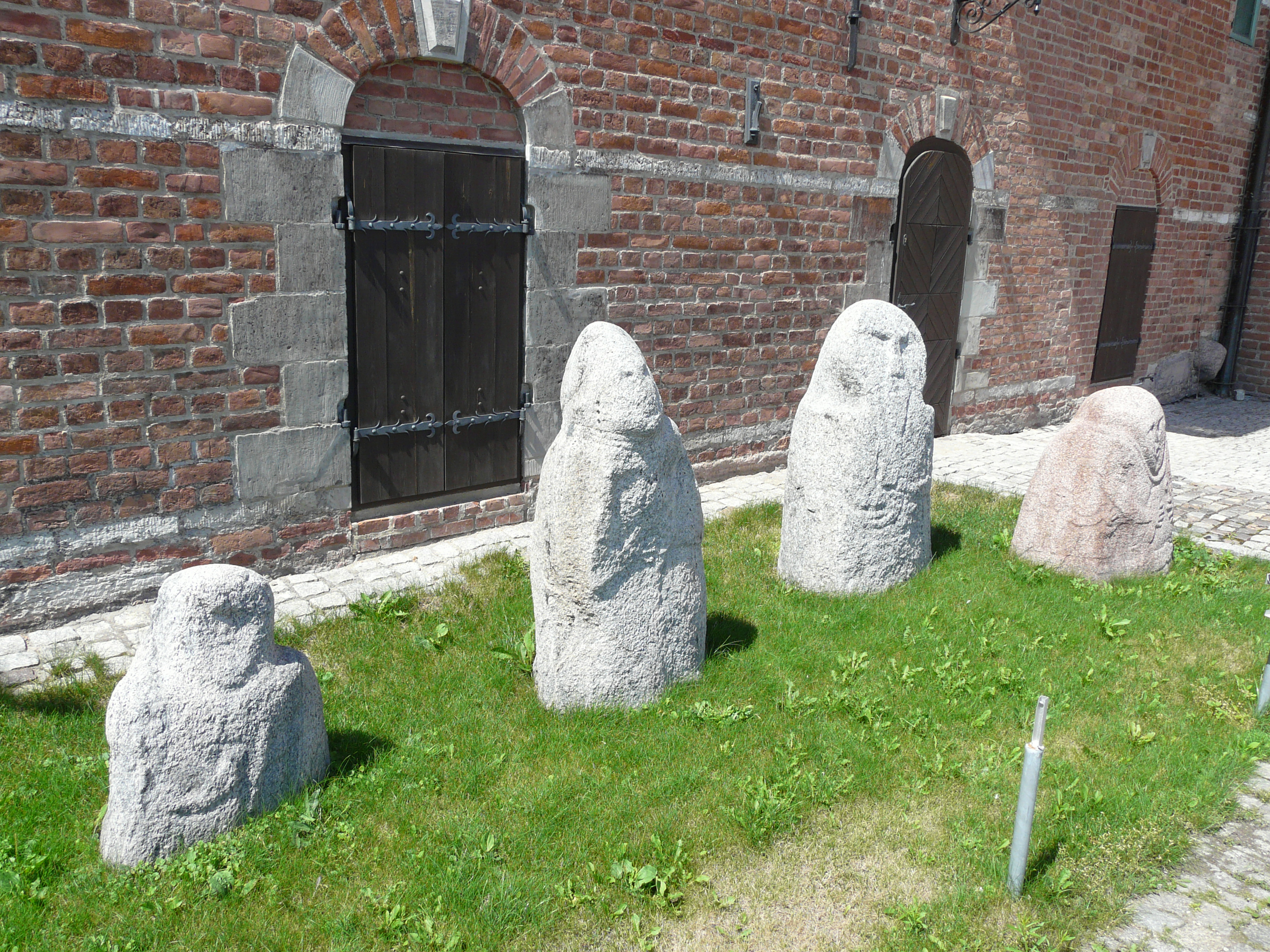
в Гданьске